# (344581) Albisetti
(344581) Albisetti  es un asteroide perteneciente al cinturón de asteroides, descubierto el 24 de enero de 2003 desde el Observatorio Astronómico Sormano, en Italia. El descubrimiento ha sido asignado al propio Observatorio.

## Designación y nombre
Albisetti se designó inicialmente como 1995 RK.
Más adelante fue nombrado en honor al médico italiano Walter Albisetti (1957-2013).

## Características orbitales
Albisetti orbita a una distancia media del Sol de 3,0908 ua, pudiendo acercarse hasta 2,4548 ua y alejarse hasta 3,7269 ua. Tiene una excentricidad de 0,2057 y una inclinación orbital de 7,6717° grados. Emplea en completar una órbita alrededor del Sol 1984 días.

## Características físicas
Su magnitud absoluta es 16,3.